# Grimm (film)
Grimm is een Nederlandse film uit 2003 van Alex van Warmerdam met in de hoofdrollen Jacob Derwig en Halina Reijn.
Het scenario van de film is geïnspireerd door Broertje en zusje, opgetekend door de gebroeders Grimm in Kinder- und Hausmärchen met het nummer KHM11 (1812). Van Warmerdam en Otakar Votocek gebruikten elementen van andere sprookjes van Grimm en enkele broodjeaapverhalen voor een nieuw modern sprookje. De film was geen groot succes, er kwamen in totaal 37.327 bezoekers, en de omzet bedroeg 212.823 euro, terwijl de film 3,7 miljoen euro had gekost. De film was in het openingsweekend op 16 bioscoopschermen te zien en bracht toen 29.819 euro op.

## Verhaal
Een vader met zijn kinderen sprokkelt hout in het bos. Het is winter en koud en brandstof is hard nodig. Maar halverwege het sprokkelen laat de vader zijn zoon en dochter, Jacob en Marie, in de steek en vlucht weg. Ronddolend door het bos vinden ze een hond die met zijn poot in een klem zit. Ze bevrijden het dier en roosteren het vlees boven een vuurtje om het vervolgens op te eten. Jacob vindt in zijn jas een briefje dat is geschreven door hun Spaanse moeder, zij schrijft hen dat ze naar hun oom en tante in Spanje moeten reizen. Op hun reis komen ze eerst langs het huis van de boer en de boerin. Daar moet Jacob de onverzadigbare boerin bevredigen. Jacob en Marie worden tussentijds opgesloten en Jacob mag alleen naar buiten om zijn 'plicht' als seksspeeltje te vervullen. Uiteindelijk weten ze te ontsnappen. Met een brommertje gaan ze richting Spanje. Als ze daar aankomen blijken oom en tante gestorven te zijn bij een ongeluk. De hongerige Jacob gaat een broodje kopen. Later vindt hij een briefje van Marie, die schrijft dat ze gaat trouwen met een rijke man, Diego. Jacob heeft gelijk een hekel aan Diego en begint hem te tarten. Het blijkt echter dat Diego een chirurg is die uit is op de nier van Jacob om die aan zieke zuster Theresa te geven. Broer en zus worden verdoofd en van elkaar gescheiden door Diego. Maar Marie weet te ontsnappen en ze gaat op zoek naar haar broer. Als ze Jacob vindt ligt hij zwaargewond geraakt in een gestolen auto. Marie stapt in en rijdt weg met Jacob. Ze worden achtervolgd door Diego die uiteindelijk van de weg raakt en een ongeluk krijgt. Marie verpleegt daarna Jacob in een verlaten huis in een verlaten dorpje. Maar Diego is hen op het spoor en hij is van plan om Jacob te doden. Maar deze weet met een pijl Diego te doden. Snel begraven broer en zus hun vijand. Maar niet lang daarna horen ze een geluid. Het is de politie die bezig is de lege huizen te doorzoeken, de politie vindt niets en gaat onverrichter zake weg.

## Rolverdeling
- Maria Teresa Berganza - Moeder
- Johan Leysen - Vader
- Halina Reijn - Maria
- Jacob Derwig - Jacob
- Frank Lammers - boer
- Annet Malherbe - boerin
- Laura Cepeda - Dolores
- Lola Peno - vrouw op het balcon
- Fernando Moraleda - man op het balcon
- Ulises Dumont - Luis
- Carmelo Gómez - Diego
- Peggy Sandaal - Sofia
- Elvira Mínguez - Theresa
- Henri Garcin - Don Filipe
- Ingeborg Elzevier - Dona Isabel
- Kees Prins - dronken man

## Achtergrond
Regisseur en theatermaker Alex van Warmerdam regisseerde eerder Abel (1986), De Noorderlingen (1992), De Jurk (1996) en Kleine Teun (1998). Zoals hij zelf zegt, 'vier Hollandse films'. Met Grimm ging hij grens over en richtte zich op een ander land met een andere cultuur. Maar Warmerdam deed meer hij vermengde het verhaal met delen van sprookjes en legendes. Voor Grimm filmde hij tussen oktober 2002 en januari 2003 in Spanje, onder andere in een nagebouwd stadje dat dienstdeed als dorpje in verschillende spaghettiwesterns. De film heeft zoals bij zijn andere films een absurdistische en sprookjesachtige aanpak, waarbij het verhaal soms moeilijk te volgen is.

## Symboliek
Uitgangspunt is het sprookje van Broertje en zusje van de gebroeders Grimm. Maar Van Warmerdam heeft ook uit andere sprookjes van de broers geput. Hans en Grietje, Roodkapje en Vrouw Holle bijvoorbeeld. Maar hij heeft ze zodanig overhoop gehaald dat er een nieuwe absurdistische en surrealistische wereld ontstaat, waarin Jacob en Marie zich overeind proberen te houden. Deze wereld zit vol seksuele en sadistische toespelingen die weinig sprookjesachtig zijn. Sprookjesliefhebbers zien voortdurend aanzetten van sprookjes van Grimm, maar de verhalen eindigen nooit op de traditionele manier. Van Warmerdam zet de kijker voortdurend op het verkeerde been. De hond wordt gered en..opgegeten. De boer en de boerin zijn seksverslaafd en de chirurg is uit op de nieren van Jacob. Er is de boze stiefzuster uit Assepoester in de vorm van Theresa, die voortdurend op de huid zit van Sofia, die veel weg heeft van Assepoester zelf. De overgang naar Spanje ten slotte doet denken aan het passeren van de poort van Vrouw Holle, de poort van het dodenrijk,

## Muziek
Alex van Warmerdam componeerde ook de muziek voor de film. De volgende nummers zijn te horen: 
- Naar Huis
- Jacob Komt Bij
- Pleintje
- Zwembad
- Jaloers
- Naar Bed
- Marie Is Verdwenen
- Naar de Stad
- Op de Vlucht
- Grimm
- I'll Never Break Your Heart Again
- Diego Sterft

## Prijzen en nominaties
- Op het Nederlands Film Festival 2004 won de film de Skrien Afficheprijs .(Het ontwerp was van Alex van Warmendam). Ook werd Grimm genomineerd voor de Prijs van de Nederlandse Filmcritici.
- Op het San Sebastián International Film Festival 2003 werd de film genomineerd voor een Gouden Zeeschelp.